# Globe Asimi
Globe Asimi var namnet på det tankerfartyg som förorsakat det hittills största oljeutsläppet i Östersjön. Utsläppet var på 16 000 ton och skedde utanför Klaipeda, Litauiska SSR, Sovjetunionen 1981.